# サンダーフォース -正義のスーパーヒロインズ-
『サンダーフォース 〜正義のスーパーヒロインズ〜』は、ベン・ファルコーンが執筆し、監督した、アメリカ合衆国のスーパーヒーローコメディ映画。メリッサ・マッカーシー、オクタヴィア・スペンサー、ポム・クレメンティエフ、メリッサ・レオが出演するこの映画は、2021年4月9日にNetflixから配信された。

## あらすじ
スーパーヴィラン/ミスクリアンの脅威にさらされている世界で、とある女性が普通の人にスーパーパワーを与える方法を開発した。しかし、科学者のエミリー・スタントンが誤って彼女の疎遠になった親友に信じられないほどのパワーを注ぎ込むと、2人の女性は最初のスーパーヒーローチームにならざるを得なくなる。
スーパーパワーを持つ悪党と戦い、シカゴをザ・キングの陰謀から救うのはサンダーフォース次第である。

## キャスト
※括弧内は日本語吹替
- リディア - メリッサ・マッカーシー（斉藤貴美子[2]）
- エミリー・スタントン - オクタヴィア・スペンサー（山口眞弓[2]）
- レーザー - ポム・クレメンティエフ（井澤詩織[2]）：レーザーを放つミスクリアン。
- アリー - メリッサ・レオ[3]（小宮和枝）
- ジェシー - タイレル・ジャクソン・ウィリアムズ[4] （小宮和枝）
- クラブ - ジェイソン・ベイトマン（桐本拓哉）：両腕がカニのハサミとなっているミスクリアン。強盗団を結成し、街の治安を乱している。
- ウィリアム・"ザ・キング"・スティーヴンス - ボビー・カナヴェイル（谷昌樹）：市長選の候補者。
- トレイシー（東内マリ子）
- ノーマ（片岡富枝）
- レイチェル（樋口あかり）
- ケニー（細川祥央）
- エマーソン先生（拝真之介）

## 製作
2019年3月29日、Netflixは、メリッサ・マッカーシーとオクタヴィア・スペンサーを主役として、ベン・ファルコーンが脚本と監督を務めるスーパーヒーローコメディ映画『サンダーフォース』の製作にゴーサインを出したと報じられた 。

### 撮影
主要撮影は、2019年9月25日にジョージア州アトランタで始まり  、2019年12月10日にクランクアップした。

## 評価
レビュー・アグリゲーターのRotten Tomatoesでは138件のレビューで支持率は21%、平均点は4.10/10となった。Metacriticでは34件のレビューを基に加重平均値が34/100となった。